# Pseudopais
Pseudopais là một chi bướm đêm thuộc họ Noctuidae.

## Loài
- Pseudopais nigrobasalis Bartel, 1903